# Richard Reimann
Richard Reimann (2 de noviembre de 1892 - 28 de octubre de 1970) fue un General de Artillería Antiaérea (General der Flakartillerie) en la Luftwaffe durante la II Guerra Mundial. Fue condecorado con la Cruz de Caballero de la Cruz de Hierro, concedida por la Alemania Nazi para reconocer un liderazgo militar con suceso.
Reimann se rindió a las fuerzas estadounidenses el 8 de mayo de 1945 y fue posteriormente entregado a las fuerzas soviéticas. Condenado como criminal de guerra en la Unión Soviética, fue retenido hasta 1955.

## Condecoraciones
- Cruz Alemana en Oro (1 de agosto de 1942)
- Cruz de Caballero de la Cruz de Hierro el 3 de abril de 1943 como Generalmajor y comandante de la 18.ª División Antiaérea[1]